# Castrul roman de la Bumbești-Jiu (3)
Castrul roman de la Bumbești-Jiu este un castru care se află pe malul stâng al Jiului, la 35 de metri vest de șoseaua Târgu Jiu - Petroșani. Acesta avea rolul de a apăra și asigura intrarea în defileul Jiului. Castrul a fost construit inițial dintr-un val de pământ iar mai apoi, în anul 201, s-au ridicat ziduri de piatră. Astăzi se mai păstrează doar latura de est (167 de metri) și parțial latura de sud (87 de metri). Aici s-a descoperit o inscripție dedicată împăratului roman Caracalla.
Cercetările arheologice sistematice desfășurate în anul 2002 în interiorul castrului au dus la descoperirea unui tezaur roman imperial alcătuit din 92 de monede de argint, care acoperă o perioadă de aproape 50 de ani.